# U-118 (1941)
| U-118                      | U-118                                                                         | U-118                                                                         |
| -------------------------- | ----------------------------------------------------------------------------- | ----------------------------------------------------------------------------- |
|                            |                                                                               |                                                                               |
|                            |                                                                               |                                                                               |
| U - 118 під атакою літаків |                                                                               |                                                                               |
| Під прапором               | Третій рейх                                                                   | Третій рейх                                                                   |
| Спуск на воду              | 1 березня 1940 року                                                           | 1 березня 1940 року                                                           |
| Виведений зі складу флоту  | 12 червня 1943 року                                                           | 12 червня 1943 року                                                           |
| Сучасний статус            | затоплений                                                                    | затоплений                                                                    |
| Проєкт                     |                                                                               |                                                                               |
| Тип ПЧ                     | Підводний мінний загороджувач                                                 | Підводний мінний загороджувач                                                 |
| Основні характеристики     |                                                                               |                                                                               |
| Швидкість (надводна)       | 17 вузлів                                                                     | 17 вузлів                                                                     |
| Швидкість (підводна)       | 7 вузлів                                                                      | 7 вузлів                                                                      |
| Гранична глибина занурення | 220 м                                                                         | 220 м                                                                         |
| Екіпаж                     | 52 особи                                                                      | 52 особи                                                                      |
| Розміри                    |                                                                               |                                                                               |
| Довжина найбільша (по КВЛ) | 89,8 м                                                                        | 89,8 м                                                                        |
| Ширина корпусу найб.       | 9,2 м                                                                         | 9,2 м                                                                         |
| Висота                     | 10,2 м                                                                        | 10,2 м                                                                        |
| Середня осадка (по КВЛ)    | 4,70 м                                                                        | 4,70 м                                                                        |
| Водотоннажність надводна   | 1763 т                                                                        | 1763 т                                                                        |
| Озброєння                  |                                                                               |                                                                               |
| Артилерія                  | одна палубна гармата калібру 105-мм, одна 37-мм та одна 20-мм зенітна гармата | одна палубна гармата калібру 105-мм, одна 37-мм та одна 20-мм зенітна гармата |
| Торпедно- мінне озброєння  | 2 кормових ТА. 15 торпед або 66 мін                                           | 2 кормових ТА. 15 торпед або 66 мін                                           |

U-118 — німецький підводний човен типу XB, часів Другої світової війни.
Замовлення на будівництво човна було віддане 31 січня 1939 року. Човен був закладений на верфі «F. Krupp Germaniawerft AG» у місті Кіль 1 березня 1940 року під заводським номером 617, спущений на воду 23 серпня 1941 року, 6 грудня 1941 року під командуванням  увійшов до складу 4-ї флотилії. За час служби також перебував у складі 10-ї та 12-ї флотилій. Єдиним командиром човна був корветтен-капітан Вернер Чиган.
Човен зробив 4 бойових походи, в яких потопив 4 (загальна водотоннажність 14 064 брт + 925 т) та пошкодив 2 судна (11 945 брт), в тому числі потопив 1 військовий корабель (925 т).
12 червня 1943 року потоплений у Центральній Атлантиці (30°49′ пн. ш. 33°49′ зх. д. / 30.817° пн. ш. 33.817° зх. д.) глибинними бомбами восьми «Евенджерів» з ескортного авіаносця ВМС США «Боуг». 43 члени екіпажу загинули, 16 врятовано.

## Потоплені та пошкоджені кораблі[3]
| Назва          | Тип            | Належність      | Дата           | Тоннаж (БРТ) | Вантаж                                        | Статус     | Місце                                                     |
| Baltonia       | вантажне судно | Велика Британія | 7 лютого 1943  | 2 013        | 1215 т апельсинів та 6 т генеральних вантажів | потоплено  | 35°58′ пн. ш. 5°59′ зх. д. / 35.967° пн. ш. 5.983° зх. д. |
| Empire Mordred | вантажне судно | Велика Британія | 7 лютого 1943  | 7 024        | Баласт                                        | потоплено  | 35°58′ пн. ш. 5°59′ зх. д. / 35.967° пн. ш. 5.983° зх. д. |
| Mary Slessor   | вантажне судно | Велика Британія | 7 лютого 1943  | 5 027        | Генеральний вантаж                            | потоплено  | 35°58′ пн. ш. 5°59′ зх. д. / 35.967° пн. ш. 5.983° зх. д. |
| Duero          | вантажне судно | Іспанія         | 10 лютого 1943 | 2 008        |                                               | пошкоджено | 35°55′ пн. ш. 5°50′ зх. д. / 35.917° пн. ш. 5.833° зх. д. |
| Thorsholm      | танкер         | Норвегія        | 22 лютого 1943 | 9 937        | Баласт                                        | пошкоджено | 35°53′ пн. ш. 5°53′ зх. д. / 35.883° пн. ш. 5.883° зх. д. |
| «Вейберн»      | корвет         | Канада          | 22 лютого 1943 | 925          |                                               | потоплено  | 35°46′ пн. ш. 6°02′ зх. д. / 35.767° пн. ш. 6.033° зх. д. |